# The Canary Murder Case
The Canary Murder Case es una película estadounidense de 1929 de misterio basada en la novela del mismo título de 1927 escrita por S.S. Van Dine (seudónimo de Willard Huntington Wright). La película fue dirigida por Malcolm St. Clair, con guion de Wright (bajo el seudónimo de Van Dine), Albert Shelby LeVino, y Florence Ryerson. William Powell interpretó el papel del detective Philo Vance, con Louise Brooks como "The Canary"; Jean Arthur, James Hall y Charles Lane interpretaron otros papeles principales.
Fue la primera película en presentar el personaje de Vance, girando en torno a la investigación de Vance del asesinato de una corista intrigante. Es un excelente ejemplo de muchos filmes del momento inicialmente producidos como mudos antes de ser convertidos en "hablados", ya que el formato se convirtió rápidamente en la nueva norma de la industria. La película fue fundamental para expandir la carrera de Powell, que anteriormente había sido conocido en papeles de villano. En cambio, la negativa de Brooks de participar en su sonorización la llevó a una controversia de la que su carrera nunca se recuperó; su papel fue doblado por Margaret Livingston.
The Canary Murder Case fue estrenada por Paramount Pictures el 16 de febrero de 1929, con críticas mixtas; el doblaje de Brooks fue fuertemente criticado. Sin embargo, la película tuvo tanto éxito que Powell filmó dos secuelas con Paramount, The Greene Murder Case (1929) y The Benson Murder Case (1930); así como The Kennel Murder Case (1933) con el estudio rival Warner Bros.

## Argumento
Charles Spotswoode se alegra cuando su hijo Jimmy abandona su romance con la intrigante corista Margaret O'Dell – conocida como "The Canary" – y reanuda su compromiso con su vecina Alice La Fosse. Spotswoode va a ver a The Canary para sobornarla y que deje en paz a Jimmy, pero ella rechaza su oferta;  desea casarse con Jimmy para lograr su ambición de entrar en la élite social. Le amenaza con revelar el desfalco perpetrado por Jimmy del banco más grande de Spotswoode si Jimmy se casa con Alice, y a pesar de sus súplicas, se niega a negociar. Después de que Spotswoode se va, telefonea a dos clientes del club nocturno donde actúa a los que también está chantajeando, Cleaver y Mannix, para reclamarles un regalo generoso final de cada uno de ellos para el día siguiente; hace la misma petición a su "espeluznante" admirador el Dr. Lindquist. Su exmarido Tony Sheel – que ha entrado en su apartamento y escuchado sus llamadas de teléfono– le exige la mitad de lo que obtenga con los chantajes. Ella se niega a darle nada, incluso después de que le pegue. La noche siguiente alrededor de medianoche, Spotswoode la visita otra vez, pero de nuevo es incapaz de hacerla cambiar de idea. Después de bajar al vestíbulo de su edificio, él y otra persona oyen gritos desde su apartamento. Golpean en la puerta, pero ella les asegura que está bien. Cleaver, Mannix y Lindquist son mostrados acechando el edificio esa noche.
The Canary es encontrada estrangulada al día siguiente; el forense sitúa el momento de la muerte alrededor de la medianoche. El fiscal del distrito Markham investiga el caso, con la ayuda del amigo íntimo de Spotswoode Philo Vance, y el sargento de policía Heath. Después de traer a todos los sospechosos para interrogarlos, Vance le pide a Markham que los haga esperar unas cuantas horas. Markham está de acuerdo. Vance maniobra sutilmente sobre Cleaver, Mannix, Lindquist y los dos Spotswoode para que jueguen al póquer para pasar el tiempo y así poder observar sus rasgos de personalidad. Solo uno muestra la osadía, imaginación y disciplina requeridos para el crimen; ese hombre engaña a Vance, apostando todo con solo un par de dos. Los sospechosos son luego liberados.
Sheel, que presenció el asesinato escondido en un armario, envía al asesino varias cartas de chantaje. También es estrangulado. Una estilográfica encontrada en la escena tiene el nombre de Jimmy grabado, así que Heath le arresta por el asesinato. Jimmy entonces confiesa ambos asesinatos, pero Vance lo sabe mejor. Telefonea a Charles Spotswoode con la noticia y sugiere que se reúnan en una hora. Spotswoode corre a la ciudad desde su propiedad en el campo para confesar, pero su chófer comete un error fatal al intentar adelantar a un tren en un cruce, y Spotswoode muere en el accidente. Ahora Vance tiene que demostrar cómo Charles asesinó a The Canary para que Jimmy quede libre. Es capaz de probar que The Canary estaba muerta antes de que Spotswoode dejara su apartamento aquella noche. Spotswoode había hecho una grabación (Vance especula que el propio Spotswoode pudo imitar la voz de la mujer) para engañar a un testigo tartamudo haciéndole creer que The Canary estaba viva después de su asesinato. La grabación es encontrada en el apartamento, y Jimmy es liberado.

## Reparto
- William Powell como Philo Vance
- Jean Arthur como Alice La Fosse
- James Hall como Jimmy Spotswoode
- Louise Brooks como "The Canary" / Margaret O'Dell
  - Margaret Livingston proporcionó la voz de The Canary sin acreditar, y fue doble de Brooks en las escenas nuevas filmadas.
- Charles Lane como Charles Spotswoode
- Lawrence Grant como Charles Cleaver
- Gustav von Seyffertitz como Dr. Ambrose Lindquist
- E. H. Calvert como Dist. Atty. John F.X. Markham
- Eugene Pallette como sargento Ernest Heath
- Ned Sparks como Tony Sheel
- Louis John Bartels como Louis Mannix
- Tim Adair como George Y. Harvey (sin acreditar)
- Oscar Smith como chico ascensorista (sin acreditar)[1]

## Producción

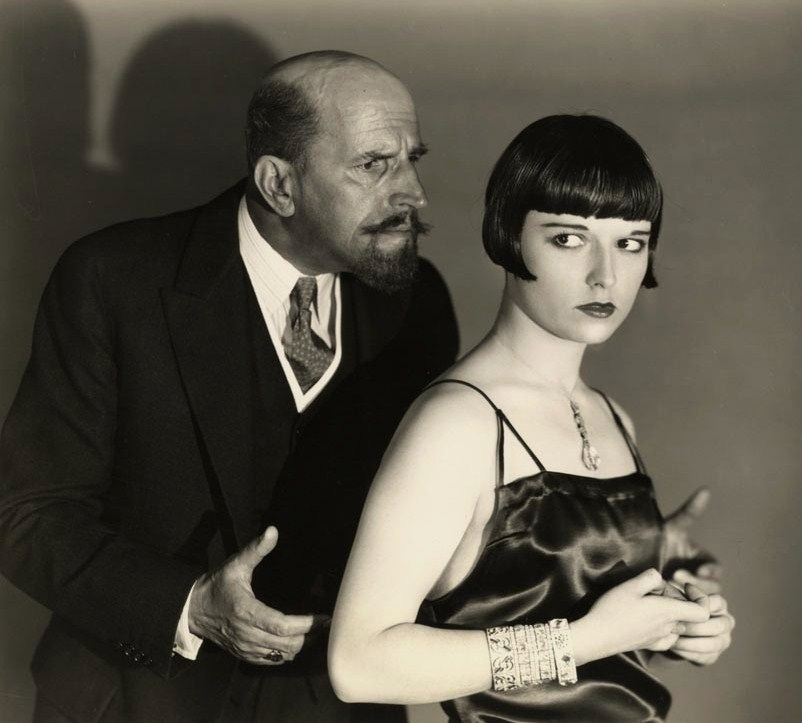
Louise Brooks en The Canary Murder Case.

La película fue inicialmente producida como muda del 11 de septiembre al 12 de octubre de 1928, con Malcom St. Clair dirigiendo. Sin embargo, una vez terminada, Paramount decidió convertir todas sus películas pendientes de estreno en sonoras. El estudio rival Warner Bros. había estrenado la primera película totalmente dialogada Lights of New York a principios de año, y había probado ser extremadamente rentable para el estudio. A finales de 1928, todos los estudios importantes de Hollywood se estaban preparando aprisa para la transición del mudo al sonoro. The Canary Murder Case es ejemplo de una tendencia entre los estudios durante este tiempo: convertir películas mudas en habladas añadiendo diálogo grabado por el elenco, efectos sonoros y añadiendo algunas escenas.
Louise Brooks terminó su contrato por cinco años con Paramount con esta película, y se negó a renovarlo después de que el estudio rechazara su solicitud de un aumento de sueldo. Se fue para hacer dos películas con el director Georg Wilhelm Pabst en Alemania. Paramount le envió un telegrama a Berlín, reclamando que regresara para grabar sus diálogos. Brooks dijo que ya no tenía ninguna obligación con Paramount, y se negó. Incapaz de convencerla de que regresara, la productora contrató a la actriz Margaret Livingston para doblar los diálogos de Brooks, y volver a filmar algunas escenas donde fuera posible; Livingston solo se veía de perfil o de espaldas. Las nuevas escenas fueron filmadas el 19 de diciembre de 1928, dirigidas por Frank Tuttle.

## Recepción
La película recibió críticas mixtas de los críticos cinematográficos, criticando especialmente el doblaje de Livingston. The New York World declaró que la película era un ejemplo "de una película con una buena trama y un mal diálogo hablado", mientras The Cincinnati Enquirer calificó a Brooks como "mucho más satisfactoria ópticamente que auditivamente".
Jean Arthur más tarde admitiría que, durante este tiempo, era una "actriz muy pobre ... sin experiencia en lo que respecta a formación genuina".

## Reconocimientos
La película es reconocida por el American Film Institute en la lista:
- 2003: AFI  100 Years...100 Heroes & Villains:
  - Philo Vance – Héroe Nominado[5]